# 5.ª Brigada de Asalto Independiente (Ucrania)
La 5.ª Brigada de Asalto Independiente «Kiev»  es una unidad de infantería mecanizada de las Fuerzas Terrestres de Ucrania, subordinada al Comando Operativo Norte. Fue establecida el 10 de mayo de 2022 como el 5.º Regimiento de Asalto, bajo la dirección del coronel Pavlo Palisa, veterano de la 58.ª Brigada Motorizada y graduado del Command and General Staff College del Ejército de los Estados Unidos. El 24 de febrero de 2023, el regimiento fue reorganizado como brigada y recibió su bandera de combate de manos del presidente Volodímir Zelenski; ese mismo día, el 24.º Batallón de Asalto Independiente «Aidar» fue incorporado a su estructura. 
La brigada ha participado en combates clave durante la invasión rusa de Ucrania, incluyendo la defensa de Lisichansk, Siversk y la central térmica de Vuhlehirska. En octubre de 2022, intervino en la batalla de Bajmut junto a infantería de marina y fuerzas de la Guardia Nacional . En septiembre de 2023, colaboró en la liberación de la localidad de Klishchiivka, cerca de Bajmut, junto con la 80.ª Brigada de Asalto Aerotransportada y la brigada «Lyut» de la Policía Nacional. En enero de 2025, repelió un intento de asalto ruso con motocicletas en el frente de Kramatorsk, utilizando drones y artillería para neutralizar al enemigo. Su estructura incluye batallones mecanizados y de asalto, un batallón de tanques, un grupo de artillería, unidades de defensa antiaérea, reconocimiento, ingeniería, logística, mantenimiento, comunicaciones, radar, servicios médicos y defensa NBQ. La brigada es reconocida por su capacidad ofensiva y su integración de tecnologías modernas en el campo de batalla.